# ショース

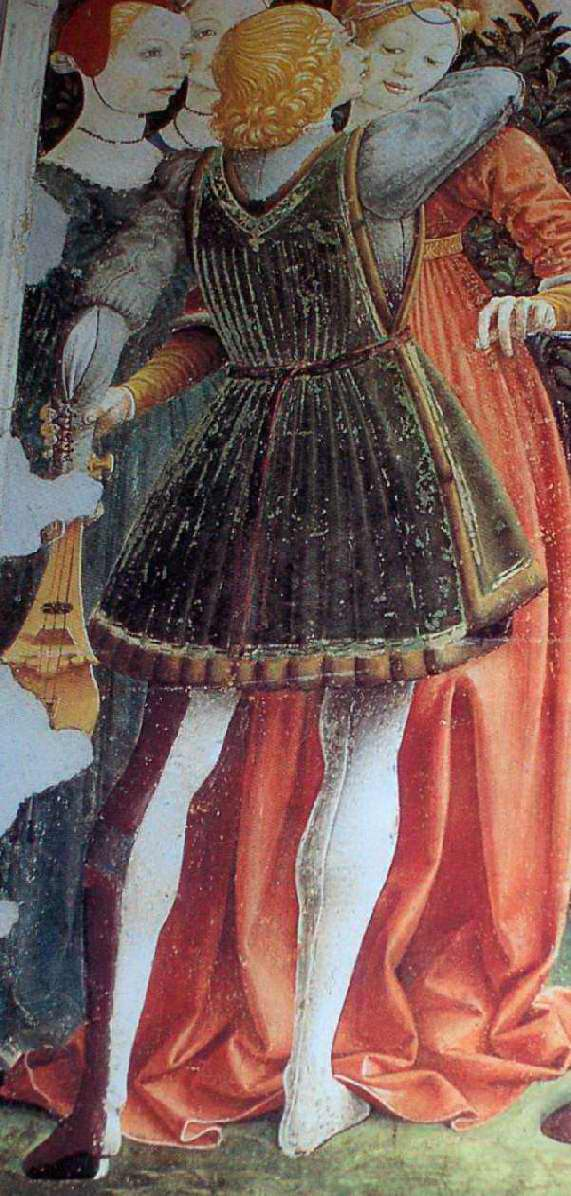
左脚が紅白の色違いになっているショース。（フランチェスコ・デル・コッサ、1470年）

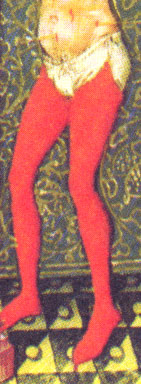
矢を受ける聖セバスティアヌスを描いたこの絵では、赤いショースを白いブレー（下着）に留めている様子がよくわかる。『カトリーヌ・ド・クレーヴの時祷書』（1440年）より。

ショース（仏: chausses）は、中世西欧の主に男子が用いた脚衣。ホーズ（英: hose）とも呼ぶ。

## 歴史
ショースの素材や構成が判明しているのは中世初期以降になるが、それ以前の古くからショースは使われていたと考えられる。中世初期の時点では、ショースは爪先から膝下程度まで丈がある、ゆるやかな靴下状だった。素材は主に麻製で、白・赤・黄などの色が見られる。当時の男子は中心的脚衣だったブレーの上にショースを穿き、その上端を紐の靴下留めで支え、靴を履いた。この形式は10世紀頃まで続いた。
11世紀から12世紀になると、技術の進歩と共にショースは爪先まで入念に仕立てられ脚全体にフィットするようになり、また長さを増してブレーを覆い、そのベルトに紐で結び留めるようになった。素材は麻や絹が使われ、色無地・縞物・縁取などデザイン性を増した。特に僧侶のショースは紋織・錦織など高価なものだった。13世紀のショースは既に一見、現代のタイツ状に見える。
軍服の影響で短い上衣が流行すると、ショースの丈は14世紀半ばにもも上まで、後半には腰まで届くほど上がった。その結果、ショースが靴下兼ズボンとして男子服の中心的下体衣に昇格し、逆にブレーが単なる腰周りの肌着となった。ショースは体型を誇示するため極めてぴったりした形に縫製され、上端についた金具つきの紐をプールポワンの裾の小穴に通して支えるようになった。素材は麻・絹・毛織物が使われ、無地物・幾何学模様など色調は様々だった。紋章の発展の影響で左右色違いのショースも現われ、これは16世紀以降も従僕などのお仕着せや、俳優・芸人などの衣装で見られる。また靴を履かずに済むよう、皮底をつけたショーサンブル (chaussembles) という特殊なショースもしばしば見られた。
15世紀にはそれまで2本の靴下状だったショースは丈が腰上まで上がり、股上の部分は前後とも襠布（まちぬの）で結合され、現代のタイツ状になった。素材には麻・木綿・絹・毛織物が使われ、白・黒・赤・茶など様々な色と共に、裏布つきや左右別布などのデザインが流行した。またこの時期、伸縮性に富んだメリヤス織が出現し、ショースに好適な材料として普及した。
16世紀になるとショースはオー・ド・ショース（短ズボン）とバ・ド・ショース（靴下）の上下に分離するようになった。後者はニット製が一般であり、時代が下り現代のストッキングとなった。
女性用のショースは男性用に比べ時代の変化に乏しく、靴下としてスカートに覆われ、丈は膝下もしくは膝をおおう程度であり、上端は紐の靴下留めでとめていた。

## 語源
仏語の chausse はラテン語で「靴」を意味する calceus に由来する。
英語の hose は古代英語の hosa に由来し、これは「脚をおおうもの」を意味するゲルマン語と関連を持つ。衣服名としては中世以降に現われ、これはノルマン語のショースに対応するサクソン語だったため、意味上で英仏の違いは無かった。